# Чемпионат мира по фехтованию 1993
Чемпионат мира по фехтованию в 1993 году проходил в Эссене (Германия). Среди мужчин соревнования проходили в личном и командном зачёте по фехтованию на саблях, рапирах и шпагах, среди женщин — соревнования в личном и командном зачёте по фехтованию на шпагах и рапирах.

## Общий медальный зачёт
| Место | Страна   | Золото | Серебро | Бронза | Всего |
| ----- | -------- | ------ | ------- | ------ | ----- |
| 1     | Германия | 3      | 2       | 6      | 11    |
| 2     | Италия   | 2      | 3       | 2      | 7     |
| 3     | Венгрия  | 2      | 2       | 1      | 5     |
| 4     | Россия   | 2      | 0       | 0      | 2     |
| 5     | Эстония  | 1      | 0       | 0      | 1     |
| 6     | Франция  | 0      | 1       | 2      | 3     |
| 7     | Украина  | 0      | 1       | 1      | 2     |
| 8     | Румыния  | 0      | 1       | 0      | 1     |
| 9     | Испания  | 0      | 0       | 1      | 1     |
| 9     | Польша   | 0      | 0       | 1      | 1     |
| 9     | Швеция   | 0      | 0       | 1      | 1     |

## Медалисты

### Мужчины
| Дисциплина                  | Золото                                                                                         | Серебро                                                                                           | Бронза                                                                                            |
| --------------------------- | ---------------------------------------------------------------------------------------------- | ------------------------------------------------------------------------------------------------- | ------------------------------------------------------------------------------------------------- |
| Шпага Личное первенство     | Павел Колобков                                                                                 | Арнд Шмитт                                                                                        | Фернандо де ла Пенья и Оливас Иван Ковач                                                          |
| Шпага Командное первенство  | Италия · Паоло Миланоли · Стефано Пантано · Анджело Маццони · Маурицио Рандаццо · Сандро Куомо | Франция · Реми Дельомм · Эрик Среки · Робер Леру · Жан-Мишель Анри                                | Германия · Патрик Дренерт · Мариуш Стржалка · Арнд Шмитт · Эльмар Боррман                         |
| Рапира Личное первенство    | Александр Кох                                                                                  | Сергей Голубицкий                                                                                 | Уве Рёмер Филипп Омнес                                                                            |
| Рапира Командное первенство | Германия · Инго Вайссенборн · Торстен Вайднер · Удо Вагнер · Александр Кох · Уве Рёмер         | Италия · Алессандро Пуччини · Стефано Чериони · Лука Виталеста · Андреа Борелла · Франческо Росси | Польша · Рышард Собчак · Адам Кшесиньский · Пётр Кельпиковский · Лешек Бандах · Мариан Сыпневский |
| Сабля Личное первенство     | Григорий Кириенко                                                                              | Бенце Сабо                                                                                        | Штеффен Визингер Антонио Теренци                                                                  |
| Сабля Командное первенство  | Венгрия · Йожеф Наваррете · Бенце Сабо · Дьёрдь Борош · Чаба Кёвеш · Петер Абай                | Италия · Раффаэлло Казерта · Джованни Сировик · Марко Марин · Джованни Скальцо · Антонио Теренци  | Германия · Феликс Беккер · Штеффен Визингер · Ульрих Айфлер · Яцек Хухвайда · Франк Блекман       |

### Женщины
| Дисциплина                  | Золото                                                                                         | Серебро                                                                                        | Бронза                                                                                |
| --------------------------- | ---------------------------------------------------------------------------------------------- | ---------------------------------------------------------------------------------------------- | ------------------------------------------------------------------------------------- |
| Рапира Личное первенство    | Франческа Бортолоцци                                                                           | Аида Мохамед                                                                                   | Цита-Эва Функенхаузер Зимоне Бауэр                                                    |
| Рапира Командное первенство | Германия · Забине Бау · Цита-Эва Функенхаузер · Зимоне Бауэр · Аня Фихтель · Моника Вебер      | Румыния · Клаудия Григореску · Миоара Давид · Лаура Бадя · Элисабета Гузгану                   | Италия · Джованна Триллини · Дорина Ваккарони · Диана Бьянкеди · Франческа Бортолоцци |
| Шпага Личное первенство     | Оксана Ермакова                                                                                | Лаура Кьеза                                                                                    | Софи Морессе Хелена Элиндер                                                           |
| Шпага Командное первенство  | Венгрия · Хайналька Кирай · Дьёндь Салай-Хорват · Марина Варконьи · Мариан Хорват · Тимеа Надь | Германия · Катя Насс · Эва-Мария Иттнер · Клаудия Бокель · Хедвиг Функенхаузер · Имке Дуплицер | Украина · Алла Миронюк · Гульнара Тухтарова · Анна Гарина · Виктория Титова           |